# Valeri Kharlamov
Valeri Borisovich Kharlamov foi um atacante de hóquei no gelo que jogou pelo CSKA Moscou na Liga Soviética de 1967 até sua morte em 1981. Embora pequeno em estatura, Kharlamov era rápido, inteligente e habilidoso e um jogador dominante, sendo nomeado o jogador mais valioso da Liga Soviética do Campeonato em 1972 e 1973. Um jogador ofensivo, considerado muito criativo e inteligente no gelo, também liderou a liga em 1972. Ele também era um skatista talentoso que era capaz de fazer jogadas em alta velocidade. Kharlamov foi considerado um dos melhores jogadores de sua época, além de um dos maiores jogadores de todos os tempos.
No jogo internacional, Kharlamov representou a União Soviética em onze Campeonatos Mundiais, conquistando oito medalhas de ouro, duas pratas e uma bronze. Ele participou de três Olimpíadas, 1972, 1976 e 1980, terminando com duas medalhas de ouro e uma prata e participou da Summit Series de 1972 contra o Canadá . Ele passou a maior parte de sua carreira jogando em linha com Vladimir Petrov e Boris Mikhailov, e esse trio é considerado um dos melhores da história do hóquei.
Kharlamov foi morto em um acidente de carro em 1981. Após sua morte, Kharlamov foi eleito para o Hall da Fama do Hóquei. O troféu Kharlamov é apresentado anualmente ao melhor jogador de hóquei russo da NHL, escolhido por seus pares. A Kharlamov Cup é apresentada ao campeão dos playoffs da Liga Menor de Hóquei, e a Kontinental Hockey League nomeou uma de suas quatro divisões depois dele.

## Vida pessoal
Kharlamov e sua esposa Irina tiveram dois filhos: um filho, Alexander, conhecido como "Sasha", e uma filha, Begonita. Valeri casou-se com Irina em 1975, depois que Alexander nasceu. Naquela época, Kharlamov não sabia que tinha um filho, até receber um telefonema de Irina dizendo que ele era o pai do bebê. Após a morte dos pais, as crianças foram morar com a avó materna em Moscou. Alexander tinha apenas cinco anos quando seu pai morreu e não se lembra bem dele, apesar de ter visto gravações de seus jogos. Alexander também se tornaria um jogador de hóquei no gelo e foi eleito o décimo quinto na classificação geral pela Washington Capitals no draft da NHL de 1994, embora nunca tenha jogado na NHL, jogando nas ligas menores da América do Norte, onde fez uma contribuição significativa para as Hampton Roads Almirantes vencendo a Copa Kelly e de volta à Rússia antes de se aposentar em 2004. O filho de Alexander se chama Valeri, em homenagem ao avô, embora seu esporte de escolha seja o futebol, e não o hóquei. Após sua morte, Kharlamov foi enterrado no cemitério de Kuntsevo, no distrito de Kuntsevo em Moscou.